# 1,9-diclorononano
El 1,9-diclorononano es un compuesto orgánico de fórmula molecular C9H18Cl2. Es un haloalcano lineal de nueve carbonos con dos átomos de cloro unidos respectivamente a cada uno de los carbonos terminales.

## Propiedades físicas y químicas
A temperatura ambiente, el 1,9-diclorononano es un líquido incoloro con un ligero olor a cloro.
Su punto de ebullición es 260 °C y su punto de fusión 5 °C (valor estimado).
Posee una densidad mayor que la del agua, ρ = 1,090 g/cm³. En estado gaseoso, su densidad es 6,8 veces mayor que la del aire.
El valor del logaritmo de su coeficiente de reparto, logP = 4,88, indica que es mucho más soluble en disolventes apolares —como el 1-octanol— que en disolventes polares.
Es prácticamente insoluble en agua.
El 1,9-diclorononano puede reaccionar violentamente con agentes oxidantes y bases fuertes.

## Síntesis
El 1,9-diclorononano se puede preparar haciendo reaccionar 1,9-nonanodiol con cloruro de tionilo. Otros precursores de este cloroalcano son los diésteres azelato de dietilo y undecanodioato de dietilo.

## Usos
El 1,9-diclorononano es intermediario en la síntesis de bis-desferritiocina, agente quelante de hierro empleado en composiciones farmacéuticas para el tratamiento de malaria en humanos.
En química de polímeros se utiliza para la síntesis de 1,9-nonanodiol bis (2-cianoacrilato), monómero bifuncional que puede utilizarse como agente de reticulación en mezclas con monómeros monofuncionales, como por ejemplo ésteres del ácido 2-cianoacrílico. Los copolímeros así fabricados son útiles como adhesivos, especialmente para recubrir o sellar superficies del esmalte dental, bien para eliminar caries o bien para unir los brákets a los dientes en ortodoncias. También se puede usar como monómero en la fabricación de polímeros de aminas reticulados que se emplean para unir y eliminar sales biliares del tracto gastrointestinal. Dichos polímeros sirven para tratar afecciones como hipercolesterolemia, diabetes, prurito o síndrome del intestino irritable.

## Biodegradación
Se ha estudiado la deshalogenación del 1,9-diclorononano a 1,9-nonanodiol por medio de la enzima haloalcano deshalogenasa, si bien la actividad enzimática supone solo un 14% de la registrada cuando el sustrato es 4-clorobutanol.
Sin embargo, bacterias del género Acinetobacter cepa GJ70, son capaces de utilizar el 1,9-diclorononano como fuente de carbono, liberando cloruro. Dado que los haloalcanos se utilizan profusamente en la industria, siendo en ocasiones contaminantes, la biodegradación de estos compuestos tiene una importante relevancia medioambiental.

## Precauciones
El 1,9-diclorononano es un compuesto combustible, siendo su punto de inflamabilidad 112 °C. Al arder pueden originarse emanaciones de cloruro de hidrógeno.
El contacto con este producto provoca irritación en piel y ojos.